# Pavillonstil

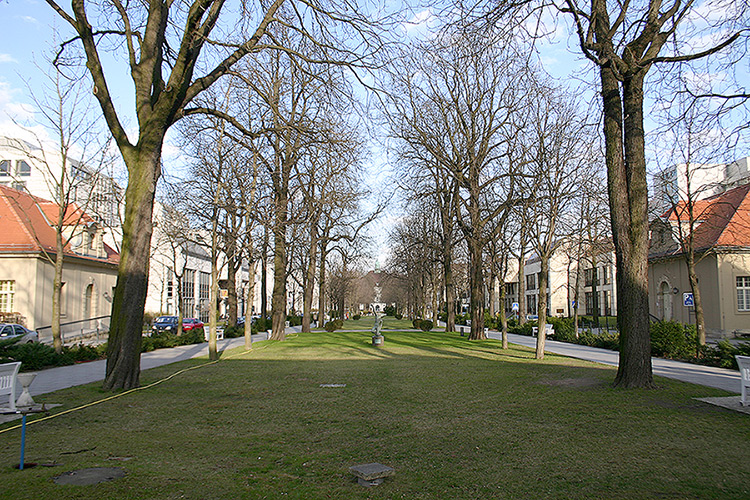
Die begrünte Promenade trennt die rechts und links davon angesiedelten Fachkliniken des Rudolf-Virchow-Krankenhauses in Berlin

Als Pavillonstil oder Pavillonbauweise wird eine Periode bei der Konzeption von Krankenhausbauten Ende des 19. bis Anfang des 20. Jahrhunderts bezeichnet. Diese Bauweise sollte eine Therapie im Krankenhaus in kleinen Gruppen von Patienten in grüner Umgebung ermöglichen.

## Stilmerkmale und Hintergründe
Alle Gebäude sind in sich funktional relativ autark und liegen in einer parkähnlichen Umgebung. Diese dezentrale Struktur entstand mit Blick auf eine angenehme Atmosphäre zur Genesung des Patienten, entsprach genauso dem Autonomiebedürfnis von Chefärzten und Professoren der Zeit um 1900 und galt als modern, richtungweisend sowie unter hygienischen Aspekten vorteilhafter (die Bildung autarker Gebäudeinseln sollte der Ausbreitung von Krankheiten über das ganze Klinikareal entgegenwirken).

## Beispiele
- Royal naval hospital (1764), Plymouth, England
- Hôpital de la Marine (ab 1782), Rochefort, Frankreich[1],[2].
- Das 1854 eingeweihte Hôpital Lariboisière in Paris wurde nach den damaligen hygienischen Vorstellungen aus einzelnen Pavillons gebaut, um Ansteckungen zu vermeiden.
- Am 1. Juli 1876 wurde die Provinzial-Irren-Anstalt Rittergut Altscherbitz unter Leitung von Köppe gegründet. Sie besteht heute als Sächsisches Krankenhaus für Psychiatrie und Neurologie Altscherbitz in Schkeuditz vor den Toren Leipzigs fort. Insbesondere Köppes Nachfolger, Geheimrat Paetz, trieb die vom Gründungsdirektor begonnenen Innovationen voran, indem er weitere Pavillons errichten ließ und das Offen-Tür-System, das Wachsaalsystem sowie die Arbeitstherapie einführte.[3]
- Universitätsklinikum Hamburg-Eppendorf, 1885–1889 als Allgemeines Krankenhaus Eppendorf in Pavillonbauweise erbaut.
- Das 1891 bis 1895 hauptsächlich nach Plänen von Paul Rowald errichtete städtische Nordstadtkrankenhaus in Hannover gilt als eine der ersten Kliniken in Pavillonbauweise.

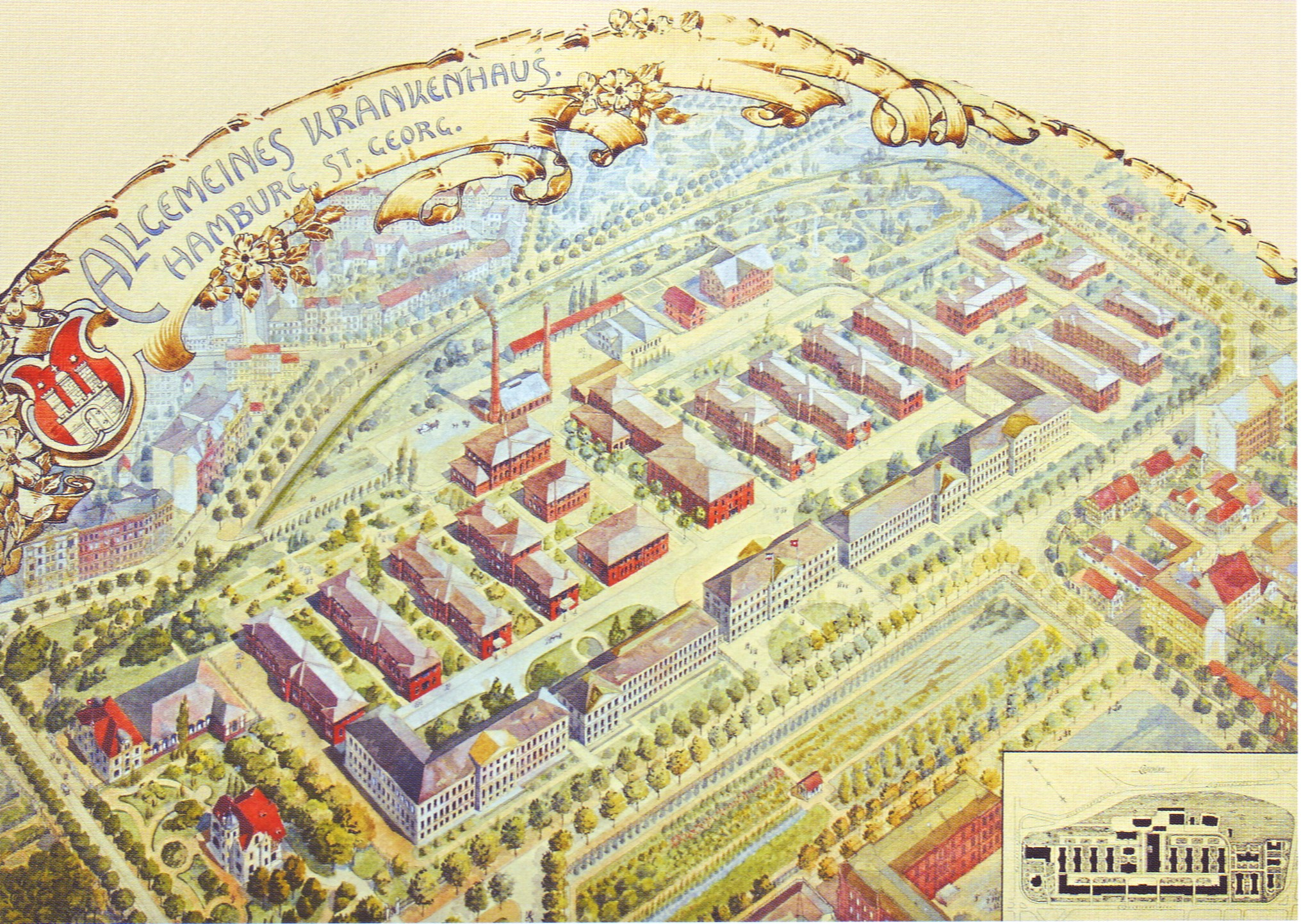
Allgemeines Krankenhaus St. Georg in Hamburg-St. Georg. Gesamtansicht im Jahr 1902

- Das 1896 eröffnete Landeskrankenhaus Klagenfurt, heute Klinikum Klagenfurt, wurde im Pavillonstil erbaut.
- Allgemeines Krankenhaus St. Georg (seit 2005 Asklepios Klinik St. Georg) in Hamburg, eröffnet 1823, bis 1900 in Pavillonbauweise erweitert.
- 1901 wurde das Universitätsklinikum Carl Gustav Carus Dresden von Stadtbaurat Edmund Bräter in diesem Stil errichtet. Es steht heute unter Denkmalschutz.[4]
- Das Rudolf-Virchow-Krankenhaus von  1906 war das letzte in diesem Stil erbaute Krankenhaus in Berlin.[5] Die Gebäude lagen alle an einer langen Allee. Fast jede Station verfügt über ein eigenes Gebäude, in dem jeweils Bettenhaus und Behandlungsräume vereint waren. Die Patienten sollten auf diese Weise in kleine Gruppen aufgeteilt werden, umgeben vom Grün des Krankenhausparks.
- Die Heilanstalt Heidehaus in Hannover entstand 1907 zur Behandlung von Tuberkulosepatienten.
- Die Niederösterreichische Landes-Heil- und Pflegeanstalt für Nerven- und Geisteskranke „Am Steinhof“ (nach Aufgabe des Spitalsbetriebes Mitte der 2020er als Otto-Wagner-Areal bezeichnet) in Wien-Penzing wurde nach Plänen von Otto Wagner und Carlo von Boog im Jahre 1907 eröffnet.
- Im Jahr 1908 wurde die „Großherzogliche Landes-Irrenanstalt bei Alzey“ als staatliche Anstalt für Rheinhessen eröffnet, gebaut vom Großherzoglichen Hochbauamt Mainz unter Mitwirkung von Alexander Beer, heute Rheinhessen-Fachklinik Alzey.[6]

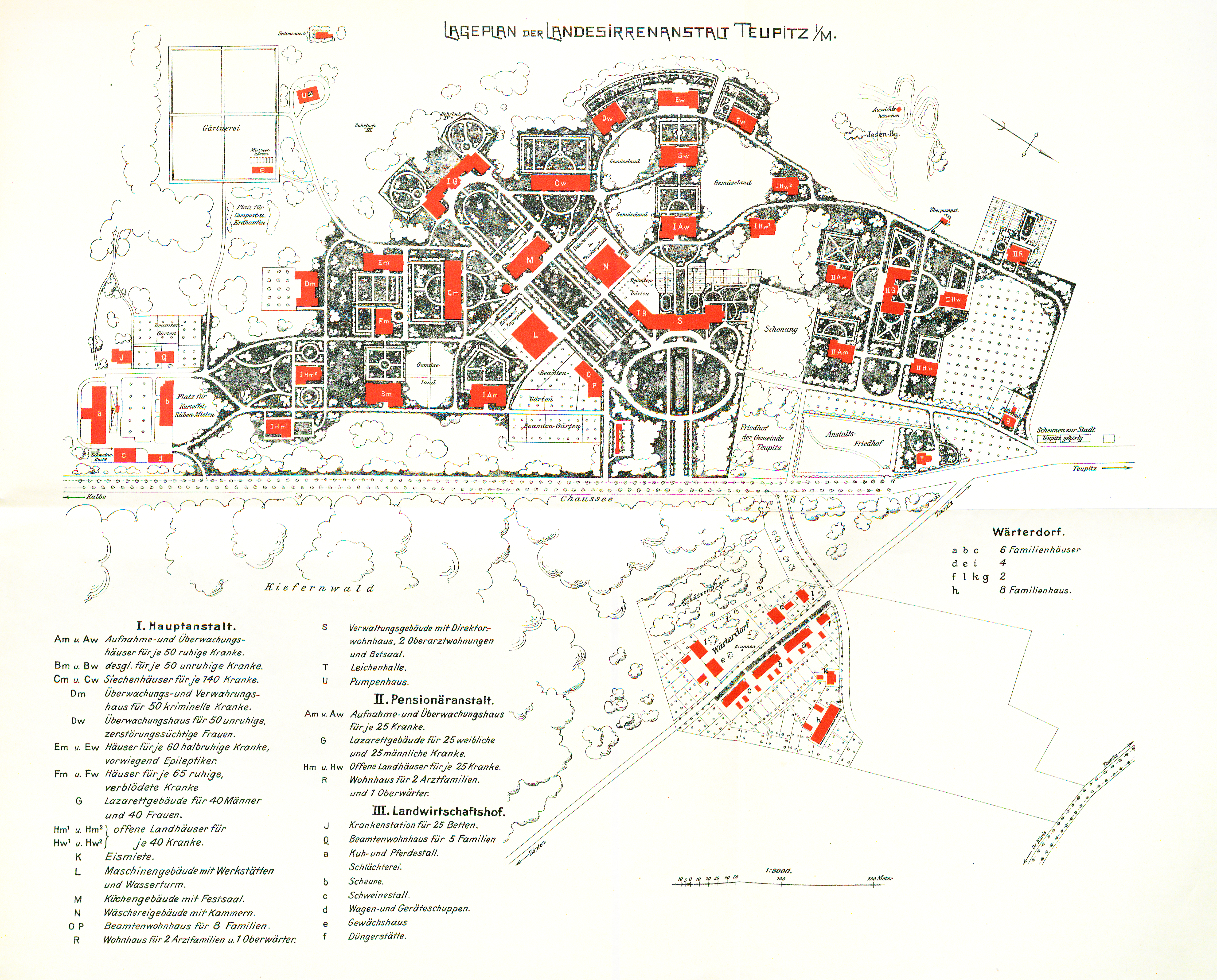
Lageplan der Landesirrenanstalt Teupitz zum Zeitpunkt der Eröffnung 1908

- Die 1908 eröffnete Landesirrenanstalt-Hauptanstalt ist eine im Pavillonstil errichtete, denkmalgeschützte Anlage in Teupitz, einer Stadt im Landkreis Dahme-Spreewald in Brandenburg.
- Das Universitätsklinikum des Saarlandes in Homburg, eröffnet am 1. Juni 1909 als „Dritte Pfälzische Heil- und Pflegeanstalt in Homburg“.
- In den Jahren 1911–1914 wurde in Mainz ein Stadtkrankenhaus für 750 Betten[7] (1935: 1244 Betten) in Pavillon-Bauweise errichtet. Heute sind die historischen Gebäude Teil der Universitätsmedizin der Johannes Gutenberg-Universität Mainz und stehen seit 1983 unter Denkmalschutz.
- Das Landeskrankenhaus-Universitätsklinikum Graz, bei seiner Eröffnung 1912 das größte Klinikum Europas, umfasst ein prägnantes Areal mit 15 Jugendstil-Pavillons (ursprünglich waren 24 geplant), die bis heute in Betrieb sind.[8][9][10]
- Staatskrankenanstalt Friedrichsberg in Hamburg, eröffnet 1864, 1912–14 von Fritz Schumacher im Pavillonstil erweitert.
- Hôpital Édouard-Herriot (1913–1933) in Lyon, Architekt Tony Garnier
- Inn-Salzach-Klinikum in Wasserburg am Inn.
- Das Heinrich-Braun-Klinikum in Zwickau gilt als Vertreter des „Zwickauer Pavillonstils“.

## Weiterentwicklung
Bei späteren Bauten wurde das Trabantensystem bevorzugt, bei dem mehrere Stationen oder Kliniken in einem Haus zusammengefasst wurden. An diesem System wurde später bemängelt, dass es „mit einem blockartigen Hauptbau und den mehr selbständigen Abteilungen in Pavillonart mit jeweils dahinterliegenden Behandlungsflügeln“ viel zu lange Transportwege für die Patienten der einzelnen Abteilungen aufweise.
Für ein modernes Krankenhaus ist der Pavillonstil wegen der teilweise isolierten Lagen und der langen Transportwege ohne Wetterschutz für Patientenbewegungen und Essensversorgung überholt. Zentrale OP- und Laboreinrichtungen erfordern eher eine horizontal oder vertikal netzartige Struktur der Bettenhäuser und Stationen.

## Galerie

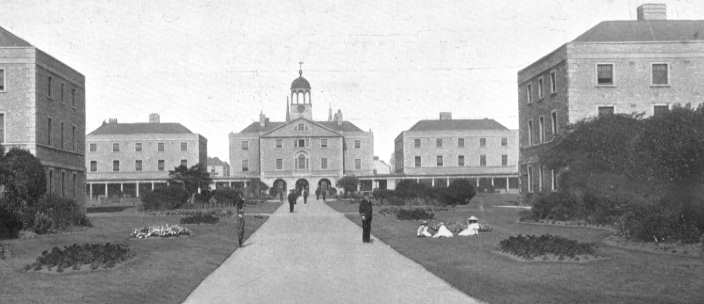
Royal Naval Hospital (1758–1765) Stonehouse, Plymouth England
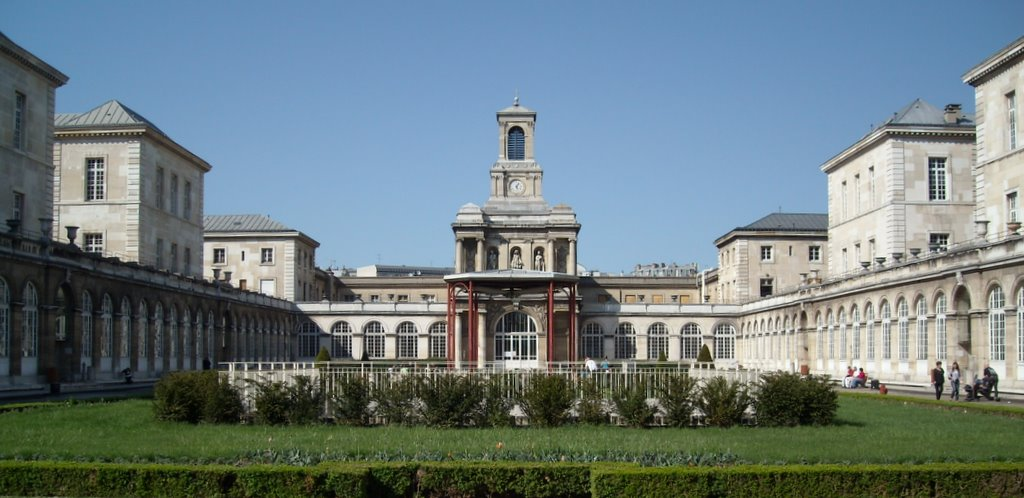
Hôpital Lariboisière (?–1854) Paris Frankreich
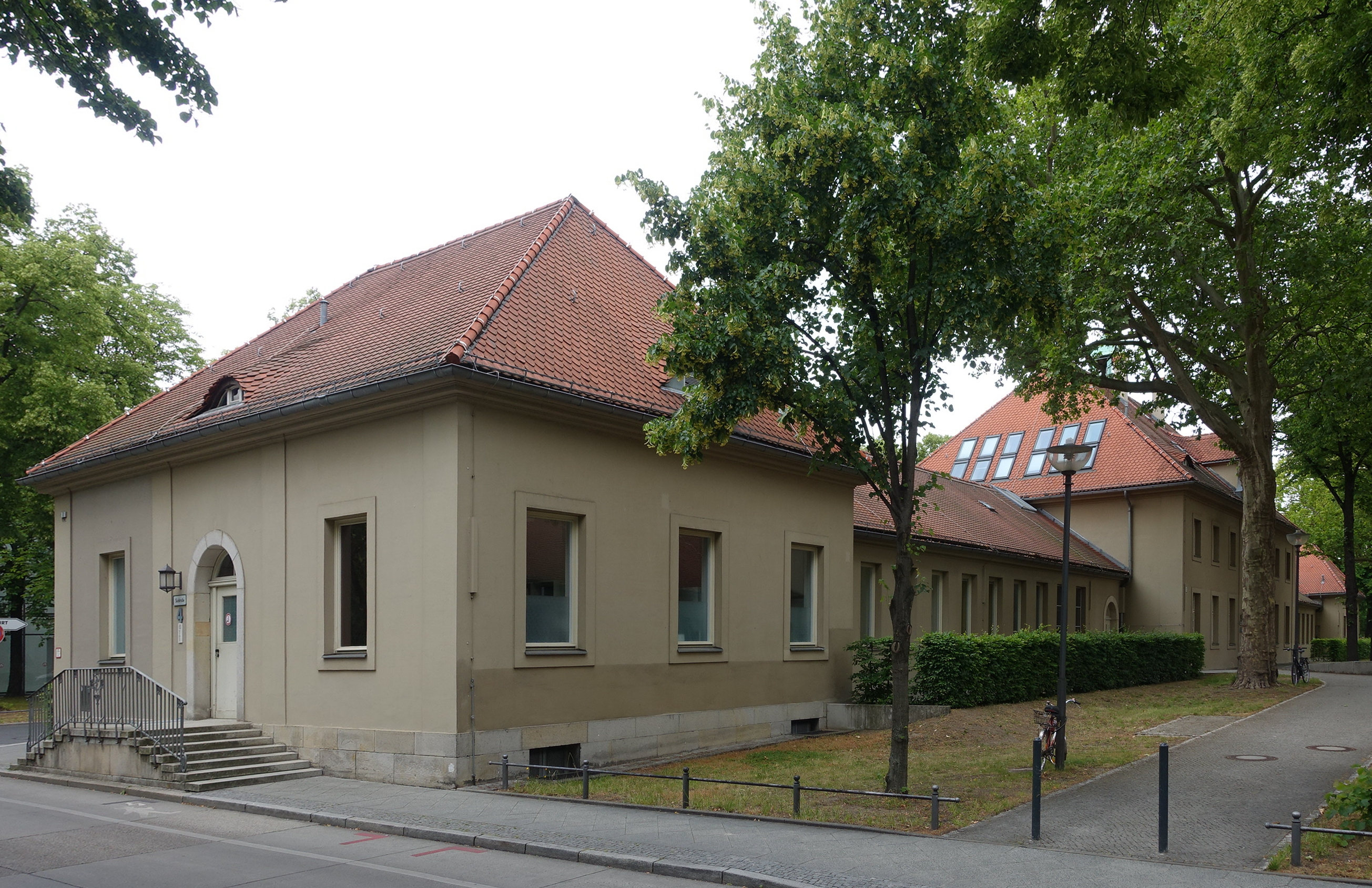
Rudolf-Virchow-Krankenhaus (1906) Berlin-Wedding Deutschland
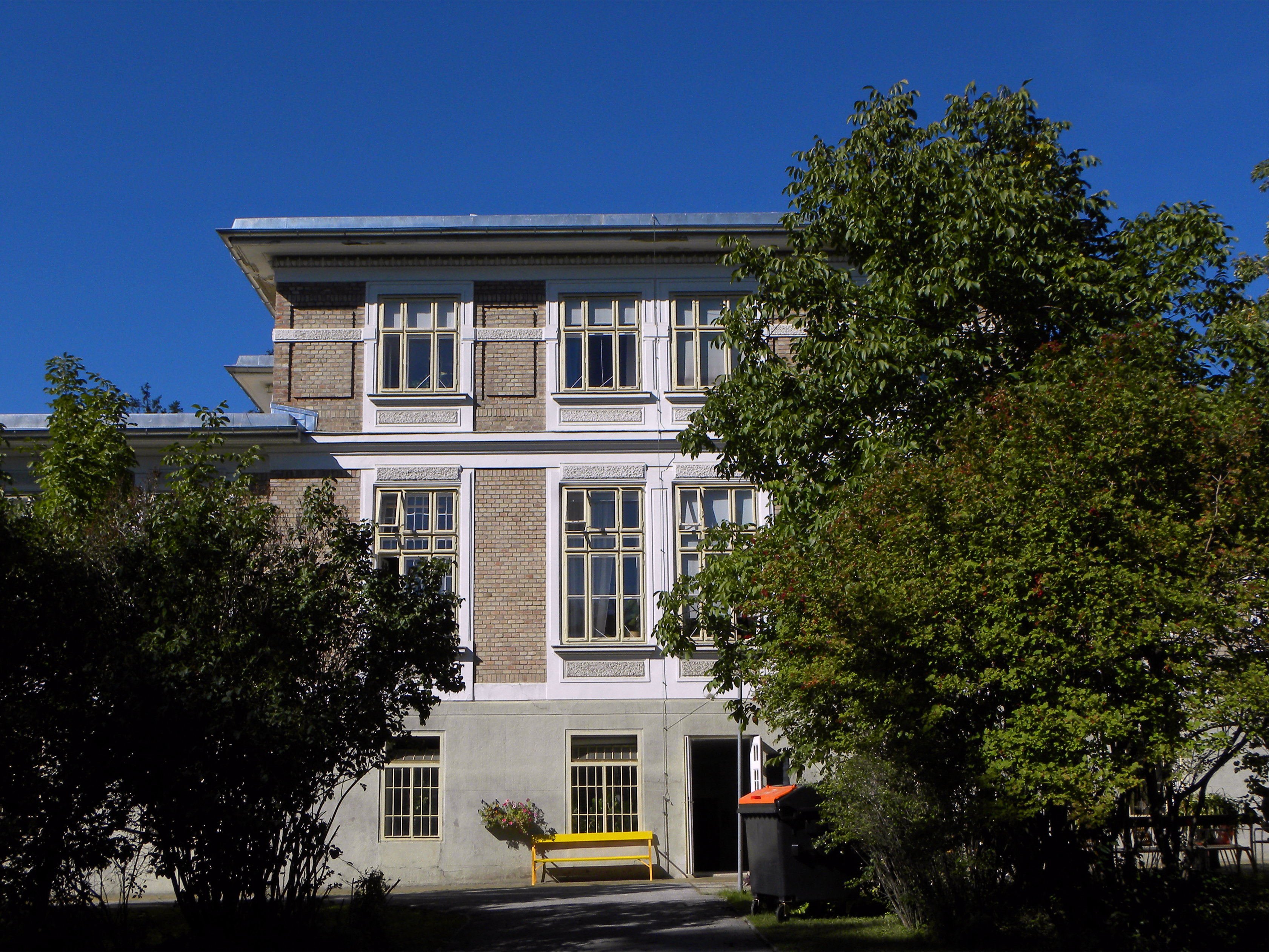
Heil- und Pflegeanstalt am Steinhof (1907) Wien Österreich
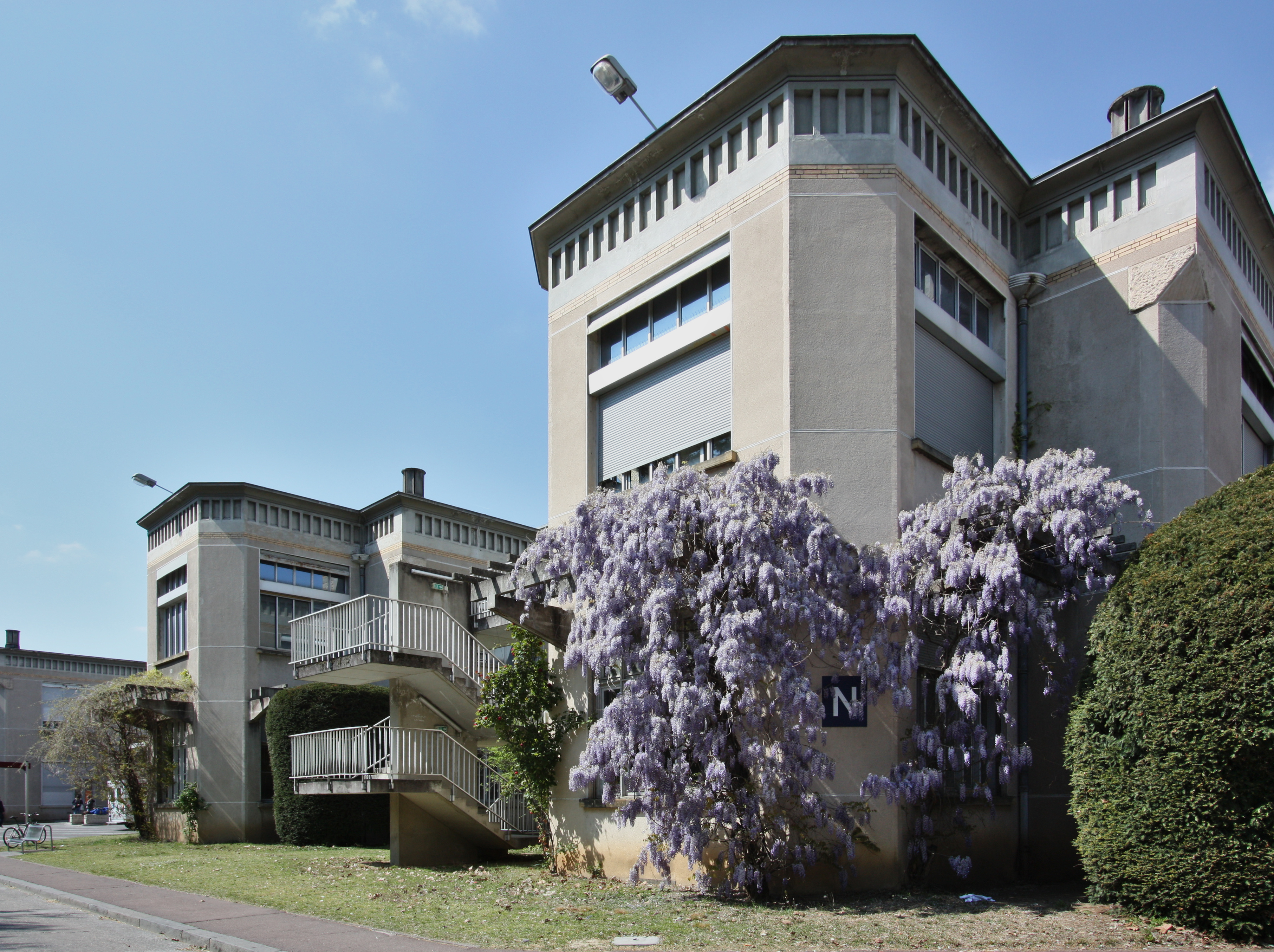
Hôpital Édouard-Herriot (1913–1933) Lyon Frankreich